# Marcio Scavone
Marcio Scavone (São Paulo, 8 de dezembro de 1952) é um fotógrafo brasileiro. 

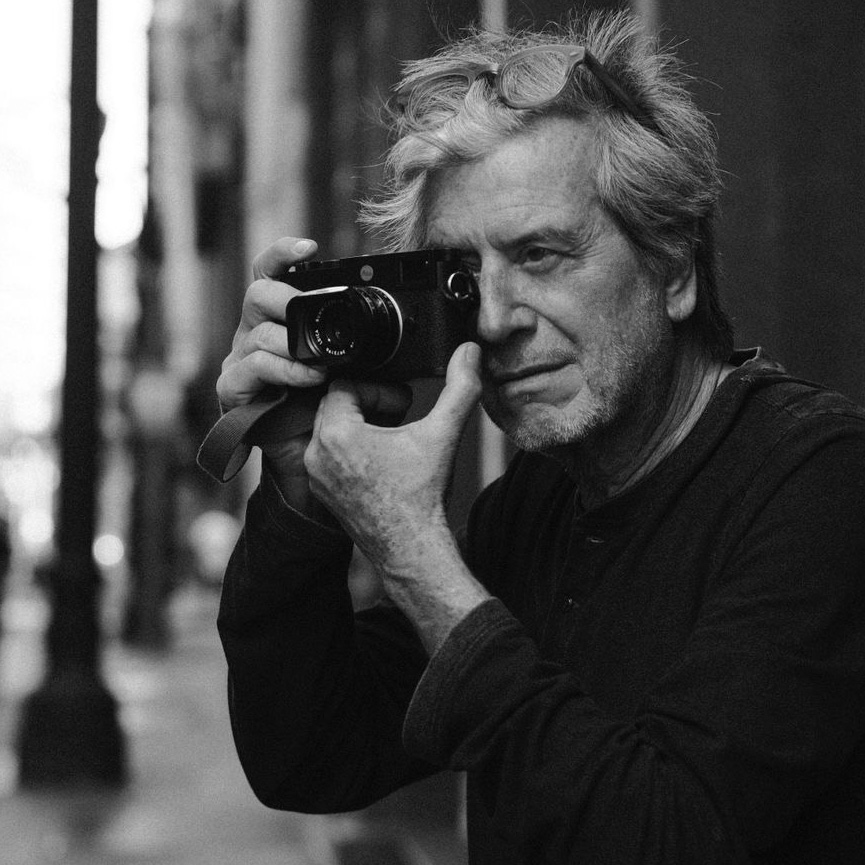
Retrato de Marcio Scavone pelo seu filho Lorenzo Scavone

Começou a fotografar ainda criança com a Rolleiflex de seu pai, Rubens Teixeira Scavone, jurista, escritor e fotógrafo modernista. Marcio é neto da romancista, Maria de Lourdes Teixeira que foi casada em segundas núpcias com o também escritor e crítico de arte José Geraldo Vieira. Aos 16 anos foi assistente do fotógrafo modernista catalão Marcel Giró, em seu estúdio de fotografia publicitária em São Paulo.
Morou em Londres entre 1972 e 1976, com uma passagem pelo Brasil em 1974, onde cursou a Faculdade de Fotografia do Ealing Art College (University of West London). Essa experiência deixou marcas culturais e estéticas profundas em sua formação.
De volta ao Brasil em 1977 abre seu estúdio de fotografia publicitária em São Paulo onde revela-se como um dos maiores expoentes na cena da fotografia publicitária brasileira. Sua primeira exposição individual acontece em 1982 no Museu de Arte de São Paulo, MASP. Volta a residir e fotografar profissionalmente na Europa nos anos 90, em Londres e Lisboa, e é também onde seu trabalho pessoal floresce. Publica então seu primeiro livro E Entre a Sombra e a Luz, uma viagem pelo mundo, o intimo e o geográfico,  um encontro de texto e imagem com o romancista italiano Antonio Tabucchi. Seu segundo livro, Luz Invisível, com texto do escritor Luiz Fernando Verissimo consagra seus retratos de celebridades, sua grife reconhecida na fotografia editorial brasileira. Por suas lentes passaram Oscar Niemeyer, Pelé, Fernanda Montenegro, Burle Marx, Jô Soares, Caetano Veloso, Fernando Henrique Cardoso, Paulo Autran ,Jorge Amado ,entre outros.
Seu livro Viagem à Liberdade publicado em 2008, um retrato do bairro japonês de São Paulo, foi escolhido para homenagear os cem anos da imigração japonesa ao Brasil pela National Geographic (revista)  e foi merecedor do título da melhor matéria produzida fora dos EUA, uma de suas imagens foi escolhida como uma das 10 mais importantes publicadas pela revista no Brasil. 
Fotografou ainda para o livro de retratos da Louis Vuitton, Rebounds, publicado em Paris em 1999. Suas fotografias publicitárias foram premiadas com o Leão de Ouro em Cannes e o Clio Awards, Grand Clio, em Nova York.
Em 1998 foi escolhido como um dos 50 fotógrafos referenciais para o livro que celebrou os 50 anos das câmeras Hasselblad, Goteburg, Suécia, 1998. Suas obras figuram em coleção permanente no Masp, Museu de Arte de São Paulo, no Museu de Arte Moderna do Rio de Janeiro e em coleções particulares no Brasil e no exterior.
Seu livro Copo de Luz – ensaios sobre fotografia como arte e memória (2018), uma coletânea de textos, contribuiu significativamente para sua eleição à Academia Paulista de Letras, evidenciando seu lado intelectual.
A renomada revista sueca Forum, publicada pelas câmeras Hasselblad assim definiu seu trabalho de retratos: “Scavone é um grand master da técnica, mas alimenta-se de sua sensibilidade para penetrar embaixo da pele de seus retratados.”

## Livros
E Entre a Sombra e a Luz - 1997 - Uma viagem fotográfica de autodescobrimento pelo mundo intimo e o real, que levou o fotógrafo de Paris à Pequim, do Rio de Janeiro à Katmandu. Este seu primeiro livro trás um conto inédito, inspirado nas fotografias, e foi escrito pelo romancista italiano Antonio Tabucchi.
Luz Invisível - 2002 - O livro que consagrou Scavone como um dos maior es retratista do Brasil. Nele, celebridades e desconhecidos dividem a mesma luz. Texto de Luis Fernando Veríssimo com o conto “É esta” onde discute com humor o mistério da escolha da pose certa que todo fotógrafo um dia enfrenta. Projeto gráfico: José Zaragoza e Giuliano Cesar. 
Cidade Ilustrada - 2004 - Uma investigação fotográfica da presença do grafite na cidade de São Paulo. Nas palavras do crítico Rubens Fernandes Junior .: "Scavone soube explorar com exatidão esses provocativos grafites: Seja nos detalhes, seja registrando os contrastes entre o imaginário do ato criativo e o mundo visível; seja explorando as cores exuberantes e os tons que se conectam por proximidade. Textos de: Ignácio de Loyola Brandão e James Scavone. Projeto gráfico: Alexandre Suannes . Alice Publishing Editora. 
Viagem à Liberdade - 2008 - Sobre o ensaio no bairro da Liberdade – o bairro japonês de São Paulo - que o livro consiste ele diz: “Este livro é um retrato do espírito japonês pelos quarteirões, vielas, corredores, galerias, balcões de bar cheirando a saquê e cerveja, templos silenciosos e lojinhas de curiosidades com suas novidades eletrônicas a assinalar a passagem do tempo.”       Textos do autor e de Jorge Coli. Projeto gráfico: Eduardo Hirama. Alice Publishing Editora. 
A Marcha da Vida - 2008  -  Um depoimento visual sobre o holocausto. O livro percorre alguns campos de concentração na Polônia como tributo à memória e termina celebrando a vida e a sobrevivência em Israel. Texto de Marcio Pitluk. Selo Pit Cult. 
Cem Anos da Academia Paulista de Letras - 2009 - Retratos dos 40 acadêmicos e ensaio do Largo do Arouche. Textos do autor e do Acadêmico José Renato Nalini.  
Coleção Senac de fotografia - volume 18 - Marcio Scavone - 2009 - Um corte transversal na carreira do artista em texto e fotos. Autores Simonetta Persichetti e Thales Trigo .
Jerusalém - 2012 - Ensaio fotográfico e texto sobre a cidade e seu significado. Coleção Passaporte, editora  Schoeler. 
São Paulo, olhar os museus, olhar a cidade - 2012 - Ensaio fotográfico com cerca de 200 fotografias e um texto de sua autoria sobre o impacto dos museus na pessoa comum, com coordenação e coautoria da museóloga Ana Cristina Carvalho e Carlos Fagin. 
Clube de Campo de São Paulo - 2012 - Ensaio fotográfico com texto de Ignácio de Loyola Brandão .Editora DBA 
Esta é Nova York - 2014 - Texto e fotos pelo autor  Alice Publishing Editora 
Copo de Luz - 2018 - “Esse livro é um diário, são ideias de um fotógrafo que se formou no século XX, que entrou no século XXI suficientemente aberto e jovem para abraçar o digital e que agora impactado com a avalanche de imagens resolve fazer uma reflexão”. Alice Publishing Editora 
Academia Paulista de Letras - 110 Anos - 2019 - Uma celebração em texto e fotos da casa que o acolheu para a cadeira 9, como o primeiro artista visual a ser eleito para uma academia de letras no Brasil. Contem textos dos outros 39 acadêmicos e uma abertura por José Renato Nalini. 
Coleção APL - Rubens Teixeira Scavone: O Homem que Viu - 2020 - Biografia de seu pai, fotógrafo modernista, escritor pioneiro da ficção científica no Brasil e romancista premiado.                                                                                                                                                                                    Editora: Imprensa oficial do estado de São Paulo. 
Coleção Quarentena - Falam as águas - 2021 - É um livro inspirado em um poema do escritor Paulo Bomfim. A obra reúne 30 imagens que funcionam como celebração e advertência sobre os cuidados com o planeta, tendo a água como símbolo central. O livro foi publicado pela Editora IpsisPUB, com projeto gráfico de Gabriela Castro.
FUGA - 2022 - "Um fotógrafo pega uma câmera na mão, ele pega seu mundo inteiro nas mãos; suas memórias, suas referências e, principalmente, seu passaporte ou salvo conduto para penetrar mundos que não são seus." com este pensamento o autor visita oito grandes cidades; Paris, Londres, Cidade do México, São Paulo, Tóquio, Nova York, Rio de Janeiro e Roma. Na introdução a qual ele chama de Prelúdio diz que o nome Fuga dá um tom musical à obra. Sim, pois segundo ele o trabalho se apresenta como uma colagem rigorosamente fotográfica: “As múltiplas exposições e as camadas dessas fotografias elas vieram naturalmente pela impossibilidade de se contar uma história apenas por um angulo."                                                Editora: Ipsis e Alice Publishing Editora. Projeto gráfico: Bloco gráfico, Gabriela Castro colaboração: Agnaldo Farias 
Floresta de retratos - 2024 - Uma extensa série de retratos de habitantes da cidade de Campos do Jordão, artisticamente fundidos às formas orgânicas de árvores típicas da Serra da Mantiqueira, como a araucária e o pinhão-bravo. A série é acompanhada por textos de apresentação do próprio autor e do escritor Ignácio de Loyola Brandão.

## Exposições Individuais
- 1982 - São Paulo - SP - Marcio Scavone, Museu de Arte de São Paulo Assis Chateaubriand, MASP.
- 1986 - Rio de Janeiro - RJ -  Espelho Rebelde, Museu de Arte Moderna do Rio de Janeiro, MAM/RJ.
- 1988 - São Paulo - SP - Espelho Rebelde, Clube de Criação.
- 1992 - São Paulo - SP - Marcio Scavone em Vogue, Casa da Fotografia Fuji.
- 1998 - São Paulo - SP - E Entre a Sombra e a Luz, Galeria São Paulo.
- 1998 - Curitiba - PR - E Entre a Sombra e a Luz.
- 2002 - São Paulo - SP - Luz Invisível, Fnac Paulista.
- 2002 - São Paulo - SP - Luz Invisível, Espaço Cultural BankBoston.
- 2003 - São Paulo - SP - Marcio Scavone, Fnac Paulista.
- 2003 - São Paulo - SP - Marcio Scavone: 20 retratos, Juliana Benfatti Antiguidades Excentricidades.
- 2004 - São Paulo - SP - Cidade Ilustrada, Fnac Paulista  .
- 2004 - São Paulo - SP - Cidade Ilustrada, Pinacoteca do Estado de São Paulo.
- 2004 - Salvador - BA - Cidade Ilustrada, Galeria do Olhar.
- 2006 - São Paulo - SP - Mitsubishi Motorsports, Shopping Iguatemi.
- 2008 - São Paulo - SP - Olhar Mecânico, Brabus Mitsubishi Motors.
- 2008 - São Paulo - SP - Retratos Exemplares, Fiesp.
- 2008 - São Paulo - SP - Retratos Exemplares, Shopping Iguatemi.
- 2008 - São Paulo - SP - Viagem à Liberdade, Instituto Carrefour.
- 2008 - São Paulo - SP - Viagem à Liberdade: em busca da alma japonesa de um bairro, Museu da Casa Brasileira.
- 2009 - São Paulo - SP - Marcha da Vida, Livraria Cultura - Paulista.
- 2009 - São Paulo - SP - O Atelier Silencioso, Escola Panamericana de Artes e Design.
- 2019 - São Paulo - SP - Outubro Rosa, Casa das Rosas.
- 2022 - Caltagirone - Sicília, Itália - Museo Diocesano - FUGA.
- 2023 - São Paulo - SP - Museu da Imagem e do Som (MIS).[11][12]
- 2023 - Roma - Itália - Galeria Cândido Portinari, Palazzo Pamphilj - FUGA.
- 2024 - Campos do Jordão- SP - Museu Felicia Leirner - FUGA.
- 2024 - 2025 - Campos do Jordão - SP - Palácio Boa Vista - Floresta de retratos.

## Exposições Coletivas
- 1985 - São Paulo SP - 1ª Quadrienal de Fotografia, Museu de Arte Moderna, MAM/SP.
- 1986 - Paris - França - Miroir Rebelle: Photographie Brésilienne Contemporaine, Galerie Debret.
- 1987 - São Paulo SP - Três Visões Fotográficas, Escola Panamericana de Artes e Design.
- 1992 - São Paulo SP - Retrato de Artista, Museu de Arte de São Paulo Assis Chateaubriand, MASP.
- 1993 - São Paulo SP - Abrafoto: Coletiva de Fotografia Brasileira, Fundação Bienal.
- 1993 - São Paulo SP - Fotografia Brasileira Contemporânea: anos 80 e 90, Sesc Pompéia.
- 1995 - São Paulo SP - Coletiva Brasileira de Retratos Anos 80 e 90, Espaço Cultural Faap - Fundação Armando Álvares Penteado.
- 1996 - Rio de Janeiro RJ - Interiores, Museu de Arte Moderna, MAM/RJ.
- 1998 - São Paulo SP - 8ª Coleção Pirelli/Masp de Fotografia, Museu de Arte de São Paulo Assis Chateaubriand, MASP.
- 1998 - Colônia - Alemanha - Beyond Words, Photokina.
- 2000 - São Paulo SP - Casa da Fotografia Fuji: 10 anos na história da fotografia brasileira, Casa da Fotografia Fuji.
- 2002 - São Paulo SP - Retratos, Casa da Fotografia Fuji.
- 2004 - São Paulo SP - São Paulo - 450 anos em 24 horas, Espaço Nossa Caixa.
- 2004 - São Paulo SP - Walk. Don't run, Montblanc. Shopping Pátio Higienópolis.
- 2008 - São Paulo SP - Arte Pela Amazônia: arte e atitude, Fundação Bienal.
- 2008 - São Paulo SP - 8º Prêmio Porto Seguro de Fotografia, Espaço Porto Seguro de Fotografia.
- 2008 - Brasília DF - Indagações Contemporâneas na Fotografia Modernista da Coleção Itaú, Espaço Cultural Contemporâneo Venâncio.
- 2009 - São Paulo SP - Fotografia em Revista, Museu de Arte Brasileira, MAB/Faap.
- 2009 - São Paulo SP - Olhares sobre os Trilhos, Estação da Luz.
- 2011 - São Paulo SP - Percursos e Afetos. Fotografias 1928-2011 - Coleção Rubens Fernandes Junior, Pinacoteca do Estado.
- 2022 - Catânia, Sicília, Itália - Festival Mediterrâneo de Fotografia - Castello Ursino  .